# Писанко, Игорь Николаевич
Игорь Николаевич Пи́санко (1941—2010) — советский и украинский оператор документального кино.

## Биография
Родился 20 июня 1941 года в Киеве. С 1973 года работал на киностудии «Укркинохроника». Был членом Национального СКУ.
Ушёл из жизни 30 марта 2010 года. Похоронен на Берковецком кладбище.
Дочь — Писанка, Руслана Игоревна.

## Фильмография
- «Я вижу», «Пять героических лет» (в соавт. с Я. В. Лейзеровичем и И. С. Кацманом)
- «Украина, земля и люди» (1971)
- «Советская Украина» (1972, в соавт)
- «Легенды Крыма»
- «Над Украиной небо высокое» (1972)
- «Поэма о донецком крае» (1974, в соавт. с Я. В. Лейзеровичем)
- «Земля Сирии» (1974)
- «Путь свершений» (в соавт. с В. В. Кукоренчуком и В. И. Крипченко)
- «С маршрута не вернулись»
- «200 лет Днепропетровске» (1975)
- «Венеция»
- «Генерал Кирпонос» (1977)
- «Два года в абвере» (1978)
- «Родина моя» (в соавт.)
- «Ум, честь и совесть эпохи» (1978, в соавт. с А. Лесным, А. П. Косиновым и В. Кукоренчуком. Диплом и Первый приз XI Всесоюзного кинофестиваля, Ереван, 1978)
- «Дорогой отцов» (1978, в соавт. с А. П. Косиновым. Первая премия Всесоюзного конкурса на лучший фильм к 60-летию ВЛКСМ)
- «Горькое эхо» (1979, в соавт. с В. Хотиновым)
- «Слышишь, брат мой» (1979, в соавт.; реж. И. Грабовский)
- «Мария с Малой земли» (в соавт.)
- «Слово о пятилетке» (1980)
- «Они с 41-го» (в соавт.)
- «Свершения» (1981)
- «Утро республики» (1983, в соавт.; реж. А. Федоров)
- «Звездный час Лыбеди» (1990)
- «Клокотала Украина» (1991)
- «Христос воскрес» (1991, реж. В. Н. Сперкач)[2]
- «Благонадёжность» (1995) и др.

## Награды и премии
- Государственная премия УССР имени Т. Г. Шевченко (1973) — за документальный фильм «Советская Украина» (1972), снятый на Украинской СХДФ